# Lochan Dubh Torr an Tairbeirt
Lochan Dubh Torr an Tairbeirt ist ein Süßwassersee in der schottischen Council Area Highland. Er markiert die Grenze zwischen den traditionellen Grafschaften Argyll im Süden und Inverness-shire im Norden.

## Beschreibung
Der See liegt auf einer Höhe von 15 Metern über dem Meeresspiegel am Nordrand der dünnbesiedelten, gebirgigen Region Ardgour. Seine Ufer sind unbesiedelt. Die nächstgelegenen größere Siedlung ist das vier Kilometer westlich gelegene Glenfinnan. Der Lochan Dubh Torr an Tairbeirt ist nicht durch Straßen erschlossen. Die nächstgelegene öffentliche Straße ist die einen Kilometer nördlich verlaufende A830. Der Lochan Dubh Torr an Tairbeirt liegt auf der rund sieben Kilometer breiten Landenge zwischen Loch Eil im Osten und Loch Shiel im Westen, auf welcher die Grenze zwischen Argyll und Inverness-shire verlief, die auch die Nordgrenze von Ardgour bedeutete.
Der eiförmige Lochan Dubh Torr an Tairbeirt weist eine maximale Länge von 0,39 Kilometern bei einer maximalen Breite von 0,22 Kilometern auf, woraus sich eine Fläche von sieben Hektar und ein Umfang von einem Kilometer ergeben. Die mittlere Tiefe des Lochan Lochan Dubh Cadhafuaraich beträgt 4,3 Meter, woraus ein Volumen von 293.854 Kubikmetern resultiert. Sein Einzugsgebiet umfasst 170 Hektar und besteht zu etwa 46 % aus Heide- und zu 42 % aus Nadelwaldflächen. Grundwasser macht nur 3,9 % des Zuflusses zu Lochan Dubh Torr an Tairbeirt aus. Das Einzugsgebiet erstreckt sich nach Südosten. Am Südufer mündet der vom 636 Meter hohen Glas Bheinn abfließende Allt Torr an Lochain ein. Die übrigen Zuflüsse sind unbenannt. Vom Westufer fließt der Allt Dubhaidh, der über den Callop River in den Loch Shiel entwässert, der schließlich über den Shiel in den Loch Moidart abfließt.